# Jegal Sung-yeol
Jegal Sung-yeol (hangul 제갈성렬; ur. 24 marca 1970 w Uijeongbu) – południowokoreański łyżwiarz szybki, brązowy medalista mistrzostw świata.

## Kariera
Pierwszy sukces w karierze Jegal Sung-yeol osiągnął w lutym 1996 roku, kiedy podczas igrzysk azjatyckich w Harbinie zwyciężył w biegu na 500 m. Miesiąc później wywalczył brązowy medal na dystansie 1000 m na dystansowych mistrzostwach świata w Hamar. W zawodach tych wyprzedzili go jedynie Rosjanin Siergiej Klewczenia oraz Ådne Søndrål z Norwegii. W tym samym roku był też czwarty podczas sprinterskich mistrzostw świata w Heerenveen, przegrywając walkę o medal z Japończykiem Manabu Horiim. Ostatni medal zdobył na rozgrywanych w 1999 roku igrzyskach azjatyckich w Gangwon, gdzie był drugi za Jōjim Katō na 500 m. Wielokrotnie stawał na podium zawodów Pucharu Świata, odnosząc przy tym trzy zwycięstwa: 23 lutego 1996 roku w Roseville i 15 grudnia 1996 roku	w Ikaho wygrywał na 1000 m, a 24 lutego 1996 roku w Roseville zwyciężył na 500 m. Najlepsze wyniki osiągnął w sezonie 1996/1997, kiedy był czwarty w klasyfikacji końcowej 500 m i piąty na 1000 m. W 1992 roku wziął udział w igrzyskach olimpijskich w Albertville, gdzie był dwunasty w biegu na 500 m, a na dwukrotnie dłuższym dystansie zajął 26. miejsce. Podczas rozgrywanych dwa lata później igrzysk w Lillehammer zajął odpowiednio 30. i 39. miejsce. Brał też udział w igrzyskach olimpijskich w Nagano, gdzie jego najlepszym wynikiem była szesnasta pozycja w biegu na 500 m. W 1999 roku zakończył karierę.